# Patrick Guiol
 (mai 2023).
La mise en forme du texte ne suit pas les recommandations de Wikipédia : il faut le « wikifier ».
Les points d'amélioration suivants sont les cas les plus fréquents. Le détail des points à revoir est peut-être précisé sur la page de discussion.
- Les titres sont pré-formatés par le logiciel. Ils ne sont ni en capitales, ni en gras.
- Le texte ne doit pas être écrit en capitales (les noms de famille non plus), ni en gras, ni en italique, ni en « petit »…
- Le gras n'est utilisé que pour surligner le titre de l'article dans l'introduction, une seule fois.
- L'italique est rarement utilisé : mots en langue étrangère, titres d'œuvres, noms de bateaux, etc.
- Les citations ne sont pas en italique mais en corps de texte normal. Elles sont entourées par des guillemets français : « et ».
- Les listes à puces sont à éviter, des paragraphes rédigés étant largement préférés. Les tableaux sont à réserver à la présentation de données structurées (résultats, etc.).
- Les appels de note de bas de page (petits chiffres en exposant, introduits par l'outil «  Source ») sont à placer entre la fin de phrase et le point final[comme ça].
- Les liens internes (vers d'autres articles de Wikipédia) sont à choisir avec parcimonie. Créez des liens vers des articles approfondissant le sujet. Les termes génériques sans rapport avec le sujet sont à éviter, ainsi que les répétitions de liens vers un même terme.
- Les liens externes sont à placer uniquement dans une section « Liens externes », à la fin de l'article. Ces liens sont à choisir avec parcimonie suivant les règles définies. Si un lien sert de source à l'article, son insertion dans le texte est à faire par les notes de bas de page.
- La présentation des références doit suivre les conventions bibliographiques. Il est recommandé d'utiliser les modèles {{Ouvrage}}, {{Chapitre}}, {{Article}}, {{Lien web}} et/ou {{Bibliographie}}. Le mode d'édition visuel peut mettre en forme automatiquement les références.
- Insérer une infobox (cadre d'informations à droite) n'est pas obligatoire pour parachever la mise en page.

Pour une aide détaillée, merci de consulter Aide:Wikification.
Si vous pensez que ces points ont été résolus, vous pouvez retirer ce bandeau et améliorer la mise en forme d'un autre article.
Pour les articles homonymes, voir Guiol.
Patrick Guiol, né le 23 octobre 1947, est un sociologue et politologue français.

## Biographie

### Recherche
Docteur en sociologie politique (1978), chercheur au CNRS en 1980, politologue, il devient en 1983 directeur adjoint du Centre de Recherches Administratives et Politiques de la Faculté de Droit et de Sciences politiques de l'Université Renne 1, laboratoire associé au CNRS (URA 984), puis directeur de ce même laboratoire de 1987 à 1993 qu'il rattache durant son mandat à la création de l'Institut d'études politiques de Rennes (UPRES-A 6051). En est directeur honoraire depuis, l'intitulé du laboratoire étant devenu Centre de recherches sur l'action politique en Europe (CRAPE). Il a notamment été auditionné par le Sénat.

### Études et parcours professionnel
Après une licence de science économique à l’Université de Nantes, il poursuit ses études à l’EHESS Paris (1972-1976) où il entreprend une thèse de doctorat en sociologie politique sous la direction d’Alain Touraine : « L’Action ouvrière du RPF et le thème d’association capital-travail (1947-1955)» soutenue en 1978. Il la mène sous l’autorité scientifique d’Albert Meister spécialiste de l’autogestion. Parallèlement, il travaille comme archiviste à l’Institut Charles de Gaulle. En tant que membre du Cercle d’études de cet Institut devenu Fondation en 1991, il contribue à plusieurs numéros de la revue Espoir ainsi qu’à la réalisation de l’Index des thèmes de l’œuvre du général de Gaulle puis au Dictionnaire de Gaulle. Sa double spécificité d’acteur/observateur lui a permis de côtoyer durant une trentaine d’années des personnages clés de l’aventure gaulliste. Aussi bien des figures du gaullisme de gauche, d’anciens ministres du général de Gaulle que de grands commis de l’Etat comme Bernard Tricot ou Bernard Ducamin. 
Auteur de plusieurs ouvrages et articles sur le gaullisme, spécialiste notamment du gaullisme social (Paul-Marie de La Gorce le qualifiera « d’analyste le plus attentif de la doctrine sociale du général de Gaulle » , également cité par Julian Jackson dans son De Gaulle, une certaine idée de la France ) et de sociologie électorale, Patrick Guiol s’est consacré à l’étude de toutes les formes de participation dans l’entreprise aussi bien sous l’angle de l’histoire des idées politiques que de la sociologie industrielle et de la sociologie du travail, notamment sous l’angle des opinions et comportements ainsi que sous celui de la santé au travail. 
Durant les années 90, il crée un “ réseau formation recherche, Europe centrale et orientale ”, avec des universitaires russes et kazakhs spécialistes du gaullisme et des partis français de droite et du centre, à Alma-Ata, Moscou et Irkoutsk. Ce réseau d’échange d’enseignants, de chercheurs et de thésards, comprend trois laboratoires français de Rennes (CEDRE, CRAP et CERAD) ; trois partenaires russes avec les laboratoires d’histoire contemporaine de l’Université Lomonossov et l’IMEMO à Moscou ainsi que celui de l’Université d’État d’Irkoutsk ; deux partenaires kazakhs avec celui de l’Université Al Fharabi et l’Académie des Sciences d’Almaty.
Marqué par l’influence de son maître Albert Meister, il nourrit une conception du service public qui le conduit à privilégier l’utilité sociale de la recherche sur tout débat d’écoles ou rivalités idéologiques. Un souci qui le conduit à s’impliquer dans des logiques d’acteurs sociaux en conseillant ou pilotant des associations socioprofessionnelles - française ou internationale - dédiées à la réforme sociale de l’entreprise. A ce titre, il assuma le comité de pilotage du groupe d’experts “ CJD-participation ”, soutenu par la Délégation interministérielle à l’économie solidaire en 2000-2001. Il est élu au Conseil d’Administration de la FEAS-EFES (Fédération Européenne de l’Actionnariat Salarié et de la Participation) de 1999 à 2004, et devient membre de son bureau exécutif (http://www.efesonline.org/serv01.htm) : 1999-2000-2001-2002 et suppléant de 2003 à 2004. En 2002, il est cofondateur et président de l’Association pour la promotion de la société à gestion partagée (APL-SAGP)  de 2003 à 2014, et en assure l’animation durant huit ans, organisant ses rencontres au Conseil économique et social au Palais d’Iéna à Paris avec l’appui du doyen de cette institution : Philippe Dechartre, président d’honneur de l’APL-SAGP.
Membre depuis 2009 de la Convention de la Fondation Charles de Gaulle alors sous la présidence de Pierre Mazeaud.
Sur le plan académique, il siège de 1989 à 1997 au Conseil scientifique de l’Université de Rennes 1 ; est par ailleurs membre du Conseil scientifique de l’UFR Droit et Science politique de 1986 à 1993 et membre du Conseil de direction de l’école doctorale.

### Engagements
En 1966, il découvre l’hebdomadaire Notre République, organe des gaullistes de gauche de l’Union démocratique du travail (UDT). Séduit par sa lecture il s’engage à l’âge de 20 ans dans le gaullisme. Dès lors, militant de la sensibilité René Capitant et Louis Vallon, il rejoint l’Union des jeunes pour le progrès (UJP) de Nantes en 1967 dont il devient un responsable local. Atypique pour un freudo-marxiste qu’il est par ailleurs, il figure en mai 1968 parmi les fidèles actifs du Général de Gaulle ; période déchirante  mais fondatrice qu’il décrira dans le Tome 1 de l’ouvrage dirigé par René Mouriaux et al. : 1968 : Exploration du Mai français (L’Harmattan 1991). 
En désaccord avec l’orientation impulsée par le président Georges Pompidou, il entre en dissidence dès 1970 et devient l’un des responsables nationaux du Front des jeunes Progressistes (FJP) à partir de 1971, une scission de gauche de l’UJP, pour laquelle il contribue à la revue Perspectives progressistes ainsi qu’à la rédaction du « Manifeste progressiste de l’opposition gaulliste », publié en mars 1973 ; puis devient l’un des responsables nationaux du Front Progressiste de Jacques Debu-Bridel en lequel il reconnait son mentor. Ce dernier, tribun haut en couleur, ancien cofondateur du CNR, ne reniera jamais sa fidélité à Charles de Gaulle qui incarne à ses yeux, selon Nicole Racine, « l’homme d’État patriote et visionnaire, contestataire de l’ordre social établi (et) qui a compris les aspirations “révolutionnaires” de la Résistance ». Patrick Guiol collabore alors au mensuel Le Sursaut populaire et y publie un reportage sur l’affaire LIP qu’il a suivi de près avec Jean-Louis Delecourt. Il appartient à cette mouvance gaullienne, attachée au programme du Conseil National de la Résistance, pour laquelle les vrais gaullistes sont les gaullistes de gauche. Durant cette période il côtoie aussi régulièrement Léo Hamon, Jacques Dauer ou encore Michel Cazenave, ancien président de l’UJP et secrétaire de l’Institut Charles de Gaulle qui l’avait recruté sous l’égide de Pierre Lefranc comme bibliothécaire et archiviste au début des années 70. 
En 1976, dans la perspective de la constitution de la quatrième composante de l’Union de la gauche il estime préférable de s’éloigner d’une ligne gaullo-gauchiste pour rejoindre la Fédération des Républicains de Progrès de Jean Charbonnel. Auprès de lui, il contribue à la rédaction du programme de la FRP, Un dessein pour la France, ainsi qu’au Manifeste de la FRP, Le rendez-vous avec la France, sous la direction de Pierre Dabezies qui lui, soutiendra jusqu’au bout la constitution de cette quatrième composante. L’objectif est de contrer Valéry Giscard d’Estaing en apportant un appui à la candidature de François Mitterrand à la présidence de la République. 
Devenu chargé de recherches au CNRS et responsable du laboratoire de science politique de Rennes, il cesse tout militantisme pendant vingt ans pour se consacrer au travail scientifique et aux études historiques. 
En 1998 pourtant, indisposé par les dérives libérales et européistes d'une « pensée unique » qui domine trop, à ses yeux, la vie politique et culturelle française aussi bien à gauche qu’à droite, il figure parmi les membres fondateurs de la Fondation Marc Bloch devenue à partir d’avril 2000 Fondation du 2 Mars. Cette opposition le conduira, en 2001-2002, à soutenir la candidature à l’élection présidentielle de Jean-Pierre Chevènement. Par l’entremise de Pierre Dabezies (conseiller de l’ancien ministre de l’intérieur et responsable, auprès de lui, des réseaux gaullistes), il intègre le Comité des experts du Pôle républicain. A ce titre, dans le cadre de la rédaction du programme présidentiel, il aura en charge, avec Gérard Lafay, les questions afférant à la participation, à l’intéressement et à la modernisation des relations collectives dans l’entreprise (cf. La République force de la France, n° d’impression 1.444.3823, mars 2002, 218 p.). Au niveau local, il est nommé président du Comité de soutien de J.P. Chevènement pour le département d’Ille-et-Vilaine où il anime la campagne du candidat. 
En 2003, comme beaucoup d’anciens de la Fondation du 2 Mars passés par le Pôle républicain, on le retrouve, membre de Vive la République ! (VLR !), un mouvement fondé et présidé par François Morvan issu de l’extrême gauche. Il y milite pour la tenue d’un référendum sur le projet de Constitution européenne puis prend une part active à la campagne pour le non. Il contribue à la revue Perspectives républicaines, organe de ce think tank, avec une série d’articles sur le thème : Faut-ils réformer les institutions ?
En 2005, il fait partie d'un groupe de juristes signataires d'un appel à l'opposition au traité constitutionnel européen, nommé appel des « 23 », avec entre autres, l'ancien conseiller de François Mitterrand Jean Kahn et l'ancien garde des sceaux Jean Foyer. Dans ce texte, des juristes et professeurs d’universités principalement, lancent un appel pour le « non » au referendum du 29 mai,.
En 2009, soit un an après Morvan, il rejoint celui-ci à Debout la République, la formation de Nicolas Dupont-Aignan, non sans quelque réserve bien que le député-maire de Yerres ait clarifié sa rupture de tout lien avec le RPR et l’UMP. Patrick Guiol sera élu au Conseil National de DLR/DLF lors du congrès de 2013.

### Participations électorales
Il est le suppléant du candidat Jean-Louis Delecourt, sous l’étiquette Front Progressiste (mouvement conduit par Jacques Debu-Bridel), aux législatives de mars 1973 dans la 4ème circonscription de l’Essonne. 
Suppléant du candidat Dominique Poile-Lagache, sous l'étiquette Fédération des Républicains de Progrès (mouvement de Jean Charbonnel) aux élections législatives de 1978 dans la 14ème circonscription du Pas-de-Calais.
Aux élections européennes de 2014, il est candidat en cinquième position sur la liste Debout la France, ni système ni extrêmes conduite par Pascal Lesellier dans la circonscription Sud-Ouest. Il est élu au conseil national de Debout la République et est membre de la fédération de l'Hérault. Il devient ensuite secrétaire de la fédération du Morbihan de Debout la France.
Le 2 mai 2017, après le ralliement, au second tour, du candidat Nicolas Dupont-Aignan à Marine Le Pen, il dénonce une erreur stratégique majeure et dit envisager de démissionner du parti si cette nouvelle ligne n'est pas corrigée lors du congrès de rentrée. Le choix fait par DLF étant contraire à ses souhaits et assorti de surcroît d'un projet de "rassemblement des droites", anachronique et incohérent à ses yeux, il rend publique cette démission le 22 septembre.

## Publications sélectives

### Ouvrages
- L'impasse sociale du gaullisme. Le RPF et l'Action ouvrière., 361 p., Presses de la Fondation nationale des sciences politiques, Paris, 1985[21].
- Management des entreprises et santé des salariés, Patrick Guiol et Jorge Muñoz, 320 p., Presses universitaires de Rennes, 2009.

### Ouvrages collectifs
- Philippe Seguin, un intellectuel en politique ?, S/dir. de Kevin Alleno et Bernard Bruneteau, « Peut-on parler de séguinisme ? », Nancy, PUN-Editions universitaires de Lorraine, 2021, p. 151-208.

- Boys Don’t Cry ! Les coûts de la domination masculine, S/dir. de Delphine Dulong, Christine Guionnet et Érik Neveu, « De singulières disparités de consommations sanitaires : Hommes et Femmes face au pouvoir dans l’entreprise » en coll. avec Aurélie Hess-Miglioretti, Pascale Mériot et Jorge Muñoz, Rennes, PUR, 2012, p. 275-297.

- Les administrateurs salariés et la gouvernance d’entreprise, S/dir. Aline Conchon et Marie-Noëlle Auberger,  « La participation à la gestion des entreprises : une approche historico-politique », Paris, La Documentation française,  mai 2009, p. 35-44.

- Défis coopératifs (alimentation, crédit, démocratie, développement), S/coord. de Jean-François Draperi,  « Coopération, participation et climat social : un enjeu de santé pour les salariés » avec Jorge Muñoz, Les cahiers de l’économie sociale, Paris, L’Harmattan, 2008, p. 313-338.

- Dictionnaire Charles de Gaulle, S/dir. de Claire Andrieu, Philippe Braud et Guillaume Piketty, édition Robert Laffont, coll. Bouquin, Paris, 2006, (1267 p.), auteur des entrées suivantes : « Association capital-travail », p.74-76 ; « Philippe Dechartre », p. 320 ; « Participation », p.882-884 ; « Vallon (Amendement)», p. 1146-1147.

- Charles de Gaulle et la jeunesse, Paris, Plon, collection Espoir, « Jeunes gaullistes dans les années soixante », p. 526-541, et débats : 349-350 ; 411-412 ; 498-499 ; 544-547.

- Charles de Gaulle et la Nation, "Référendum et participation sociale", Paris, éditions François-Xavier de Guibert, juin 2002, p. 157-190.

- Bernard Tricot 1920-2000 (Mélanges en l'honneur),  "Conversation autour d’un bricolage constitutionnel", Cahier de la Fondation Charles de Gaulle, n°8, octobre 2001, p. 130-153.

- De Gaulle et le RPF (1947-1955), Fondation Charles de Gaulle, “ L’objectif social du RPF: l’Action ouvrière  et l’association capital-travail dans la stratégie de conquête du pouvoir ”, Paris, Armand Colin, 1998, p. 399-428.

- La participation dans l’entreprise,  “ Participation dans l’entreprise et comportements socio-politiques ”, Cahiers de la Fondation Charles de Gaulle, n° 5, 1998, p. 75-108.

- De Gaulle en son siècle, Actes des Journées internationales organisées au Palais de l'UNESCO à Paris du 19 au 24 novembre 1990, Paris, La Documentation française/Plon, 1962 : Tome III : Moderniser la France, 1992, « Destinée d'une pensée : Nation-Etat-Société chez de Gaulle », pp. 392-415 et 418-419. "Mai-juin 1968", Tome III, 1992, p. 384-387." Tome II : La République, 1992, p. 104. "Les causes de l'insuccès gaulliste en matière de participation", p.194-206. Tome I : Dans la mémoire des hommes et des peuples, p. 256-258.

- 1968 : Exploration du Mai français (Tome I : Terrains), S/dir. de René Mouriaux, Annick Percheron, Antoine Prost et Danielle Tartakowsky, "La droite et les gaullistes nantais", Paris, L'Harmattan, 1991, p.255-321.

- La politique sociale du Général de Gaulle,  S/dir. de Marc Sadoun, Jean-François Sirinelli et Robert Vandenbussche, « La place de la question sociale dans la pensée du Général de Gaulle", Université de Lille, 1990 (Coll. "Histoire et Littérature régionales"), p. 13-39.

- L'univers politique des classes moyennes, Paris, Presses de la FNSP, 1983, "le RPF ou la difficulté de rassembler", pp. 216 à 240.

- Les approches de la philosophie politique du général de Gaulle, Paris, Cujas, 1983. Deux chapitres de ce livre : "Entre la mystique de l'unité et la lutte des classes", pp. 190 à 20 ; "Par delà le descriptif : quelques réflexions pour une approche dialectique du gaullisme", pp. 255 à 278.

- Index des thèmes de l'œuvre du général de Gaulle, S/dir. de François Goguel, Paris, Plon, 1978, 190 pages. (Prix Ed. Michelet 1979)

### Numéros spéciaux de revues et dossiers à thème
- Démocratiser l’entreprise, Esprit n°442, mars 2018, « Les enjeux de la Participation »,  p. 75-82.

- Perroux ! Et après ?, Economie et Société, Hors-série N°5/2014, Tome XLVIII, n°5, HS 46, « Participation et développement des forces productives », Presses de l’Isméa, Paris, mai 2014, p. 831-859.

- La démocratie dans l’entreprise : une utopie ?, S/dir. de Patrick Guiol, Yves Lambert et Olivier Sabouraud, n°46 de la revue PanoramiqueS, Condé-sur-Noireau, ed. Corlet, 215 pages.

- La formation permanente entre travail et citoyenneté, « La politique sociale du gaullisme », Éducation Permanente, n° 149, Corlet, Condé-sur-Noireau, janvier 2002, p. 59-96.

- Radioscopie du post-communisme, “ Enseignants et étudiants en Russie et au Kazakhstan depuis la fin du communisme, une enquête 1992-1994-1996 ”, Le courrier des pays de l’Est, n° 424, La Documentation française, Paris, novembre 1997,  p. 24-59.

- Le RPR, "Sociologie des adhérents gaullistes", en coll. avec Eric Neveu, Pouvoirs  n°28, Paris, 1984, pp. 91-106.

- "La participation : le RPF et l'Association capital-travail", Espoir n° 17, décembre 1976. Article unique constituant le troisième numéro spécial sur la participation, 97 pages.

- "La participation : textes du général de Gaulle (1941-1970)", tableaux et index thématique, analyse de texte; Espoir n° 5, décembre 1973-janvier 1974. Article unique constituant le premier des trois numéros spéciaux sur la participation, 120 pages.

### Revues (articles)
- « ‘L’effet participation’ : citoyenneté et santé, un facteur de distinction de l’économie sociale ? », en coll avec Jorge Muñoz, n°6 de la revue Unircoop, revue canadienne annuelle du Réseau des universités des Amériques en études sur les coopératives et les associations, Université de Sherbrooke, octobre 2008, 20 p. En ligne : http://www.unircoop.org/unircoop/files/article7_2008.pdf

- « Management, participation et santé des salariés : des médecins et des salariés parlent », en coll. avec Jorge Munoz, in Recma (revue internationale de l’économie sociale), n°304, mai 2007, Paris, RECMA, p. 76-96.

- "Le général de Gaulle et les conditions du monde ouvrier", in revue Espoir, Plon, mars 1987, n° 58, pp. 21 - 39.

- "La participation, le gaullisme et le RPR", in Autogestions, ed. Privat, septembre 1986, n° 23, pp. 13 - 45.

- "Le général de Gaulle vu par les universitaires soviétiques", Espoir n° 49, décembre 1984. présentation critique de la traduction de l’article de  J.O.Ibrachev, professeur à l'Université d'Alma Ata (URSS), "La doctrine sociale du gaullisme.

- "L'Association capital-travail : le projet de loi du RPF; genèse et destinée", Espoir n° 28, octobre 1979. pp. 3 à 25.

### Autres publications
Voir son CV.